# Hiroshi Nanami
Hiroshi Nanami, född 28 november 1972 i Shizuoka prefektur, Japan, är en japansk tidigare fotbollsspelare.